# Istvan Bakx
Istvan Bakx, más néven a Google-csatár (Vlissingen, 1986. január 20. –) a holland FC Oss labdarúgója.

## Pályafutása
Bakxet 2005-ben fedezte fel Sparta Rotterdam, amíg a VV Kloetinge-ben játszott a Hoofdklasse-ben, a legmagasabb holland amatőr ligában. Az év végén Sparta egy új szerződést ajánlott fel Bakxnek, de ő ezt elutasította és úgy döntött, hogy az iskolai tanulmányaira koncentrál, és a HSV Hoekba ment, miközben játszott a Hoofdklasse-ben. Bakxet az év végén az év játékosává választották Hoekban.
2007 júliusában Bakx a belga másodosztályba ment a KV Kortrijk-hoz. Később a belga első osztályba jutott a Kortjik-kal. A holland játékost Hein Vanhaezebrouck még előző csapatához, a Kortijk együtteséhez úgy szerződtette, hogy nem talált ballábas futballistát, így a népszerű keresőbe csak ennyit írt: ballábas csatár. A kereső kidobta a magyar keresztnevű csatár nevét, akinek a meccsére játékosmegfigyelőket küldött az edző. A megfigyelőkre a csatár játéka mély benyomást tett, így leigazolták a HSV Hoek amatőrcsapatától. Kifejezetten jó játékkal örvendeztette meg új együttesének híveit: elsősorban balszélsőként játszva két szezon alatt 58 bajnokin 16 gólt szerzett, így kimagasló teljesítményének köszönhetően a holland U21-es labdarúgó-válogatottba is bekerült.

## Magánélete
Édesapja folyami hajósként és tengerészként is dolgozott. Ő maga a hoeki évek alatt szociológia-tanulmányokat folytatott.